# فيكتور تسيغال
فيكتور تسيغال ( (بالروسية: Виктор Ефимович Цигаль)‏  ) (21 مايو 1916 – 21 مارس 2005  ) هو رسام روسي. وُلد تسيغال في عائلة يهودية في أوديسا في عام 1916. أصبح رسامًا شهيرًا وأنتج مجموعة كبيرة من الأعمال بأسلوب الواقعية الاشتراكية.